# 1520 en littérature
| Années de la littérature : 1517 - 1518 - 1519 - 1520 - 1521 - 1522 - 1523    |
| Décennies de la littérature : 1490 - 1500 - 1510 - 1520 - 1530 - 1540 - 1550 |

Cet article présente les faits marquants de l'année 1520 en littérature.

## Événements
- 22 mars : le pape Léon X donne son aval à l'édition de la Bible polyglotte d'Alcalá. Elle est diffusée à partir de 1522[1].
- 15 juin : la bulle Exsurge Domine du pape Léon X ordonne de brûler les ouvrages de Martin Luther[2].
- Juin-octobre : publication des grands écrits réformateurs de Martin Luther ; De la papauté (juin), Manifeste à la noblesse allemande (août), Captivité à Babylone (septembre) et Petit traité de la liberté humaine (octobre)[2]. Il y dénonce la distinction entre l’état laïque et l’état ecclésiastique, le monopole du clergé dans l’interprétation des Écritures et le privilège du pape pour la convocation des conciles. Il leur oppose trois principes évangéliques : sacerdoce universel, intelligibilité de l’Écriture par tout croyant, responsabilité de tous les fidèles dans le gouvernement de l’Église.

- Machiavel achève les Discours sur la première décade de Tite-Live (1513-1520), publiés après sa mort en 1531[3].
- Yngsta rimmade krönika, chronique rimée traitant de l’histoire de la Suède de 1452 à 1520[4].

## Naissances
- Vers 1520 (ou 1518) : Hernando de Acuña, poète espagnol de la Renaissance († 1580).